# Mont Goshiki
Le mont Goshiki (五色岳, Goshiki-dake) est une montagne culminant à 2 038 m d'altitude dans le groupe volcanique Daisetsuzan des monts Ishikari en Hokkaidō au Japon.